# Рубенс Жозуе да Коста
Рубенс Жозуе да Коста (порт. Rubens Josué da Costa, 24 листопада 1928, Сан-Паулу — 31 травня 1987, Ріо-де-Жанейро) — бразильський футболіст, що грав на позиції півзахисника, зокрема, за клуб «Фламенго», а також національну збірну Бразилії.
Чотириразовий переможець Ліги Каріока. 

## Клубна кар'єра
У футболі дебютував 1943 року виступами за команду «Іпіранга» (Сан-Паулу), в якій провів п'ять сезонів. 
Протягом 1949—1950 років захищав кольори клубу «Португеза Деспортос».
Своєю грою за останню команду привернув увагу представників тренерського штабу клубу «Фламенго», до складу якого приєднався 1951 року. Відіграв за команду з Ріо-де-Жанейро наступні п'ять сезонів своєї ігрової кар'єри. Більшість часу, проведеного у складі «Фламенго», був основним гравцем команди. У складі «Фламенго» був одним з головних бомбардирів команди, маючи середню результативність на рівні 0,49 голу за гру першості.
Згодом з 1957 по 1964 рік грав у складі команд «Васко да Гама», «Прудентіна» та «Оуріньос».
Завершив ігрову кар'єру у команді «Брагантіно», за яку виступав протягом 1964—1965 років.

## Виступи за збірну
1952 року дебютував в офіційних матчах у складі національної збірної Бразилії. Протягом кар'єри у національній команді провів у її формі 5 матчів.
Був присутній в заявці збірної на чемпіонаті світу 1954 року у Швейцарії, але на поле не виходив.
Помер 31 травня 1987 року на 59-му році життя у місті Ріо-де-Жанейро.

## Титули і досягнення
- Переможець Панамериканського чемпіонату: 1952
- Переможець Ліги Каріока (4):

«Фламенго»: 1953, 1954, 1955
«Васко да Гама»: 1958